# 深川麻奈美
深川 麻奈美（ふかがわ まなみ、1987年1月21日 - ）は、熊本県出身のボートレーサーである。登録第4447号。100期。

## 来歴
熊本県に生まれ育つ。
熊本県立熊本工業高等学校卒業。
- 2007年3月24日、選手登録。
- 2007年5月8日からボートレース若松で開催された 一般戦「日本トーター杯争奪戦」初日第2Rでデビュー[1]。（5着）
- 2008年9月13日からボートレース住之江で開催された G3「2008モーターボートレディスカップ女子リーグ」4日目第5Rで初勝利[2]。
- 2012年9月22日からボートレース戸田で開催された G3「2013女子リーグ第3戦」で初優出[3]。（5着）
- 2017年12月12日からボートレース若松で開催された 一般戦「夜王シリーズ第4戦 公営レーシングプレス杯男女W優勝戦」でデビュー初優勝[4]。
- 2018年7月31日からボートレース桐生で開催された G1「第32回レディースチャンピオン」でG1初出場[5]。5日目第2RでG1初勝利[6]。
- 2020年8月20日からボートレース尼崎で開催された G3「オールレディース 尼崎ピンクルカップ」で2回目の優勝[7]。
- 2021年2月8日からボートレース大村で開催された G1「第67回九州地区選手権」2日目第9Rで男女混合G1初勝利[8]。レース後、水神祭が行われた[9]。

## 戦績
- 出走回数：1916回
- 1着回数：264回
- 優出回数：32回
- 優勝回数：2回
- フライング(F)回数：12回
- 出遅れ(L)回数：0回
- 通算勝率：
- 2連対率：
- 3連対率：
- 生涯獲得賞金：133,040,613円

（as of 14 Feb.）